# Bumka thyestes
Bumka thyestes är en insektsart som beskrevs av Rauno E. Linnavuori 1969. Bumka thyestes ingår i släktet Bumka och familjen dvärgstritar. Inga underarter finns listade i Catalogue of Life.